# Modell (Kunst)

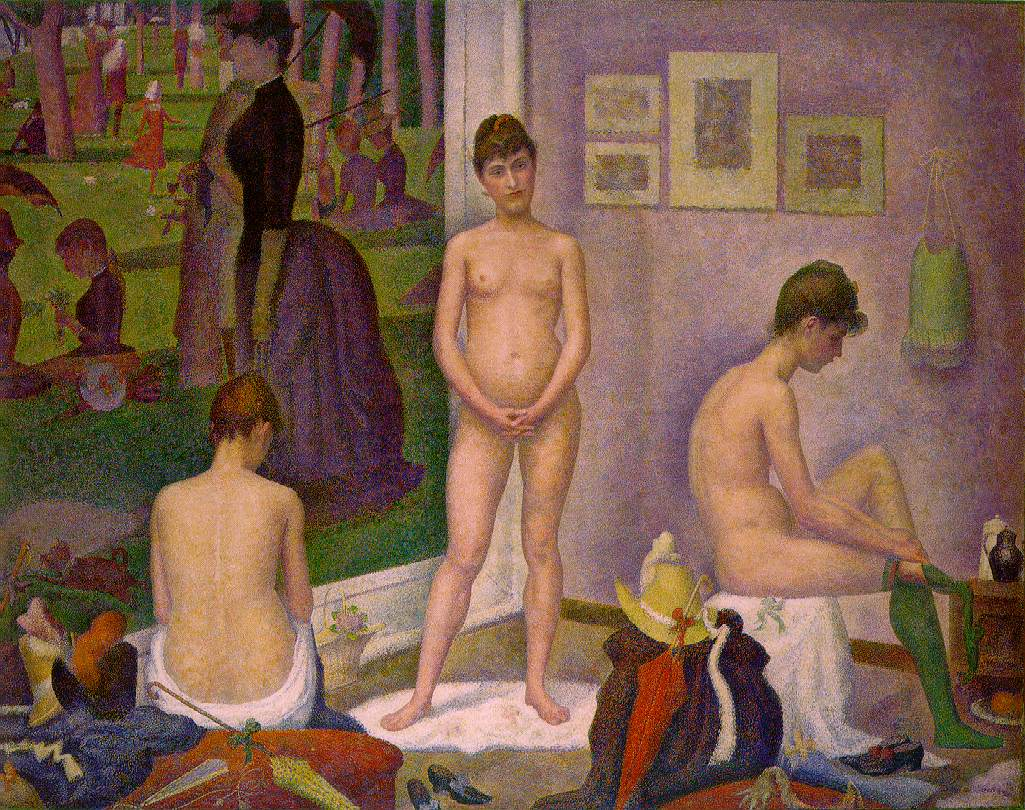
Georges Seurat, Les Poseuses (1885)

Als Modell in der bildenden Kunst wird eine Person bezeichnet, die als Vorbild einer künstlerischen Darstellung dient. Für bildhauerische Werke wird das als Vorstudie hergestellte Modell als Bozzetto bezeichnet.

## Modell als Person

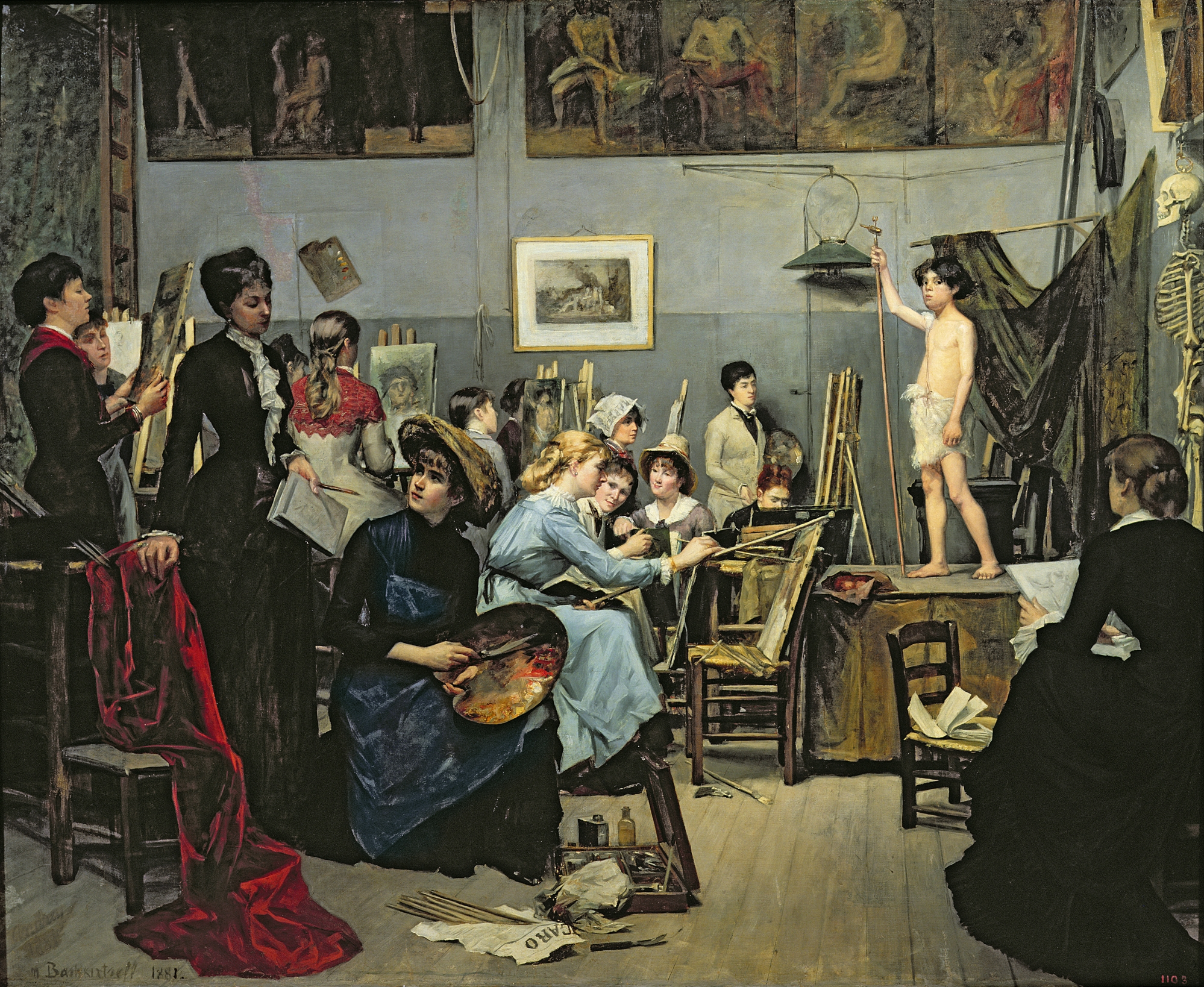
Das Atelier, 1881, von Marie Bashkirtseff, Studentin an der Académie Julian

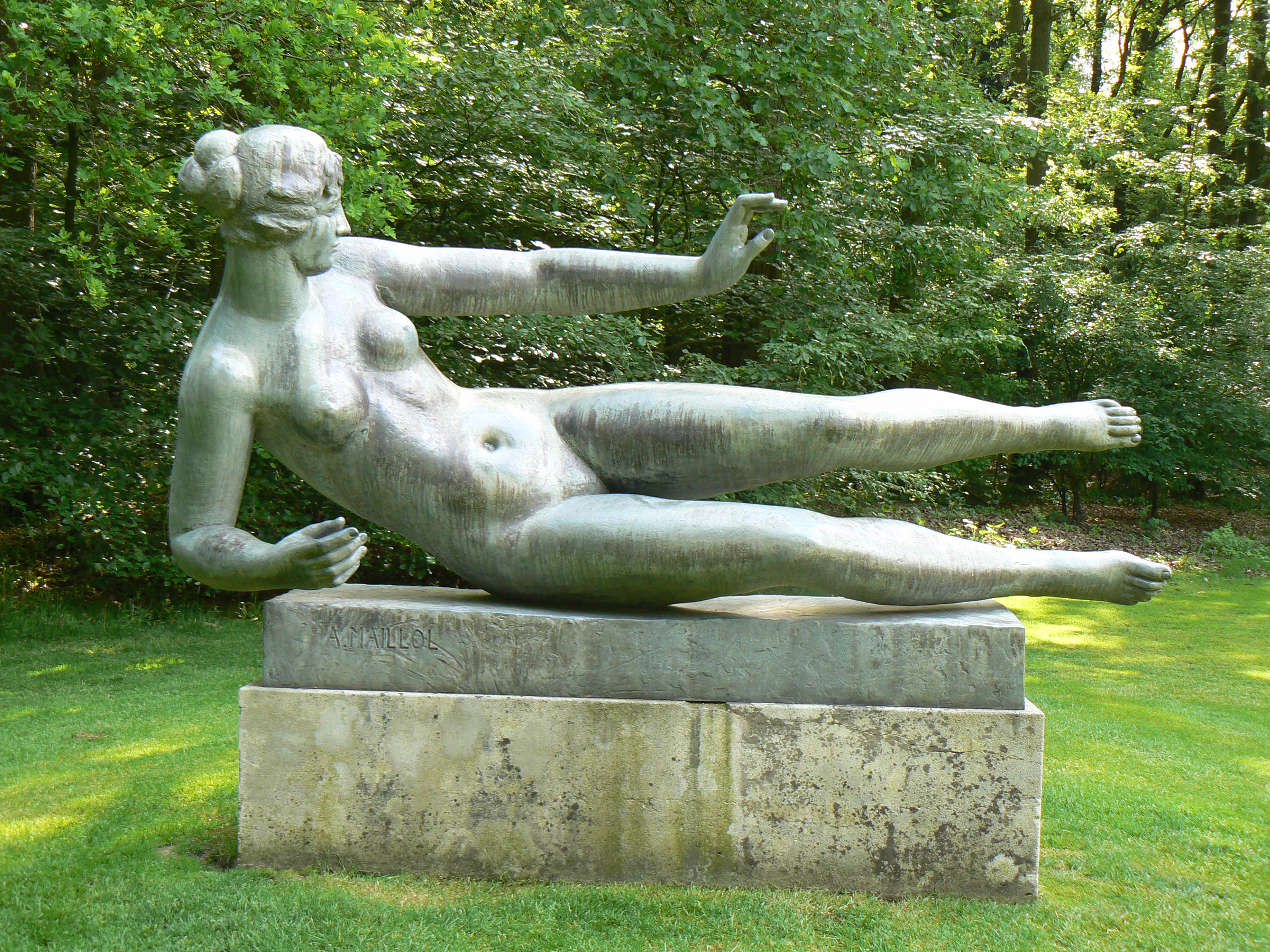
Aristide Maillol: L'Air (1939), Kröller-Müller Museum

Das Modell in der Malerei und Bildhauerei ist eine nackte (Aktmodell) oder bekleidete Person – zumeist eine Frau –, die dem Künstler im Atelier oder den Studenten in der Kunstakademie beim Zeichnen oder Aktzeichnen Modell steht. Besonders das Aktmodell dient der Übung und dem Ziel, die Anatomie des menschlichen Körpers zu erfassen und künstlerisch umzusetzen. Ein Modell kann für ein entstehendes Kunstwerk, einen Akt oder ein Porträt, zum Vorbild werden. So standen beispielsweise wiederholt den Künstlern Paul Cézanne, Salvador Dalí, Pablo Picasso oder Heinrich Vogeler ihre Ehefrauen beziehungsweise Lebensgefährtinnen Modell. Von Marie-Hortense Fiquet, anfangs Modell, später Cézannes Ehefrau, gibt es etwa 26 Gemälde.
Das letzte Modell für den Bildhauer Aristide Maillol war Dina Vierny, die ihm bereits mit 15 Jahren Modell stand und es bis zu seinem Tod 1944 fortführte. Später wurde sie Kunsthändlerin und eröffnete als seine Erbin 1995 das Musée Maillol in Paris.

## Modell als Entwurf
Als Modell (lat.: modulus Maß, Maßstab) wird in der Bildhauerkunst der Entwurf für eine Plastik (Bozzetto) bezeichnet, der als plastischer Körper aus Ton, Wachs und Gips oder anderen Materialien ausgeführt ist. Aus dem Modell kann in einer Kunst- und Bildgießerei eine gleich große oder vergrößerte, aus härterem Material bestehende Plastik hergestellt werden. Gebräuchliche Materialien für das spätere Original sind unter anderem Bronze, Kupfer, Eisen, Aluminium, Zinn, Gips und Marmor.